# Pikulice (gromada)
Pikulice – dawna gromada, czyli najmniejsza jednostka podziału terytorialnego Polskiej Rzeczypospolitej Ludowej w latach 1954–1972.
Gromady, z gromadzkimi radami narodowymi (GRN) jako organami władzy najniższego stopnia na wsi, funkcjonowały od reformy reorganizującej administrację wiejską przeprowadzonej jesienią 1954 do momentu ich zniesienia z dniem 1 stycznia 1973, tym samym wypierając organizację gminną w latach 1954–1972.
Gromadę Pikulice z siedzibą GRN w Pikulicach utworzono – jako jedną z 8759 gromad na obszarze Polski – w powiecie przemyskim w woj. rzeszowskim na mocy uchwały nr 30/54 WRN w Rzeszowie z dnia 5 października 1954. W skład jednostki weszły obszary dotychczasowych gromad Pikulice i Nehrybka ze zniesionej gminy Przemyśl w tymże powiecie. Dla gromady ustalono 12 członków gromadzkiej rady narodowej.
29 lutego 1956 z gromady Pikulice wyłączono przysiółek Zielonka o powierzchni 203,23 ha, włączając go do miasta na prawach powiatu Przemyśla w tymże województwie.
1 stycznia 1960 do gromady Pikulice włączono wsie Grochowce i Witoszyńce ze zniesionej gromady Grochowce w tymże powiecie.
31 grudnia 1961 z gromady Pikulice wyłączono część obszaru wsi Nehrybka, włączając ją do miasta na prawach powiatu Przemyśla w tymże województwie.
W 1971 roku gromada Pikulice liczyła 2510 mieszkańców, zamieszkujących miejscowości: Grochowce (627), Nehrybka (831), Pikulice (709) i Witoszyńce (343).
Gromada przetrwała do końca 1972 roku, czyli do kolejnej reformy gminnej.